# Ophiocordyceps
Ophiocordyceps (snyltekølle) er en slægt af svampe af Ophiocordycipitaceae-familien. Den blev første gang beskrevet af Tom Petch i 1931 og indeholder ca. 140 arter, der snylter på insekter. 
Blandt arterne er især  Ophiocordyceps unilateralis kendt som parasit på myrer, hvor den angriber dens hjerne og får den til at ændre adfærd, ofte beskrevet som at den får myren til at blive en zombie. Desuden er kinesisk snyltekølle (Ophiocordyceps sinensis) meget anvendt i Kina og Tibet, bl.a. som afrodisiakum.